# Horia Lovinescu
Horia Lovinescu (ur. 28 sierpnia 1917 w Fălticeni, zm. 16 września 1983 w Bukareszcie) – rumuński dramatopisarz.

## Życiorys
Jego pierwszą sztuką była napisana w 1953 Lumina de la Ulmi. W 1960 został dyrektorem teatru im. C.I. Nottary w Bukareszcie. Napisał m.in. dramaty Citadela sfărîmată (1954), Febre (1961), Moartea unui artist (1965), dramat historyczny Petru Rareș (1967), Gra życia i śmierci na pustyni popiołu (1968, wyst. pol. 1985) i Paradisul 1974). Jest również autorem melodramatów, komedii i poematów dramatycznych; Wiodącym tematem w jego twórczości była analiza ludzkiej świadomości nurtowanej potrzebą autentyzmu. Środki wyrazu artystycznego łączyły wpływy realizmu i klasycyzmu, symbolizmu i ekspresjonizmu. Kilka jego sztuk doczekało się filmowych wersji.